# Amblyseius kaguya
Amblyseius kaguya är en spindeldjursart som beskrevs av Ehara 1966. Amblyseius kaguya ingår i släktet Amblyseius och familjen Phytoseiidae. Inga underarter finns listade i Catalogue of Life.